# Gwen Stacy
Gwen Stacy ist eine US-amerikanische christliche Metalcore-Band aus dem US-Bundesstaat Indiana, die sich nach der gleichnamigen Figur Gwendolyn „Gwen“ Stacy aus den Spider-Man-Comics benannt hat.

## Bandgeschichte
Die Band wurde im Jahr 2004 von Brent Schindler und T.J. Sego mit den beiden anderen Mitgliedern Chris Suter und Josh Rickard gegründet. Nachdem die Band drei Demos ohne weiteren Erfolg herausgebracht hatte und der Sänger Chris Suter die Band zwischenzeitlich verlassen hatte und durch Cole Wallace ersetzt worden war, nahm die Band 2007 mit Unterstützung von Brian McTernan (Circa Survive, Thrice, Converge) und Paul Leavitt (All Time Low, The Bled, From Autumn to Ashes) ihr erstes Album The Life I Know auf, welches im Februar 2008 unter Ferret Records vermarktet wurde. Über 16.000 CDs verkaufte die Band allein in den USA und Kanada. Es folgten lange Touren durch Nord-Amerika mit Bands wie 36 Crazyfists, Haste the Day oder The Devil Wears Prada. Zudem schloss die Gwen Stacy eine Tour quer durch Europa ab.
Durch den großen Erfolg mit ihrem Debütalbum The Life I Know erweckte Gwen Stacy die Aufmerksamkeit des auf christlichen Metal spezialisierten Labels Solid State Records. Nachdem sie einen Vertrag bei diesem abgeschlossen hatten, kehrte die Band zu ihren Wurzeln zurück und nahm den vorherigen Sänger Geoff Jenkins wieder in die Band auf. Im Sommer 2009 fing die Band an, an ihrem zweiten Album A Dialogue zu arbeiten, das im Oktober desselben Jahres unter Solid State Records in die Läden kam. Begleitet und produziert wurde es von Andreas Magnusson, einem befreundeten Musikanten von der ebenfalls christlichen Band Haste the Day.

## Diskografie

### Alben
- 2008: The Life I Know (Ferret Records)
- 2009: A Dialogue (Solid State Records)

### EPs
- 2005: ...I Believe in Humility (EP) (Eigenvertrieb)
- 2006: Demos 2006 (Demo) (Eigenvertrieb)
- 2007: Love Mansion  (EP) (Eigenvertrieb)